# Bob Glassey
Robert John Glassey (13 tháng 8 năm 1914 – 1984) là một cầu thủ bóng đá thi đấu ở Football League cho Liverpool, Mansfield Town và Stoke City.